# Бустан (Джизакская область)
Бустан (узб. Boʻston/Бўстон) — посёлок городского типа в Зарбдарском районе Джизакской области, Узбекистан. В посёлке расположен железнодорожный разъезд № 9 (на линии Джизак — Хаваст).
Статус посёлка городского типа с 1979 года.

## Население
| 1989   |
| ------ |
| 12 577 |